# Tsikoudia

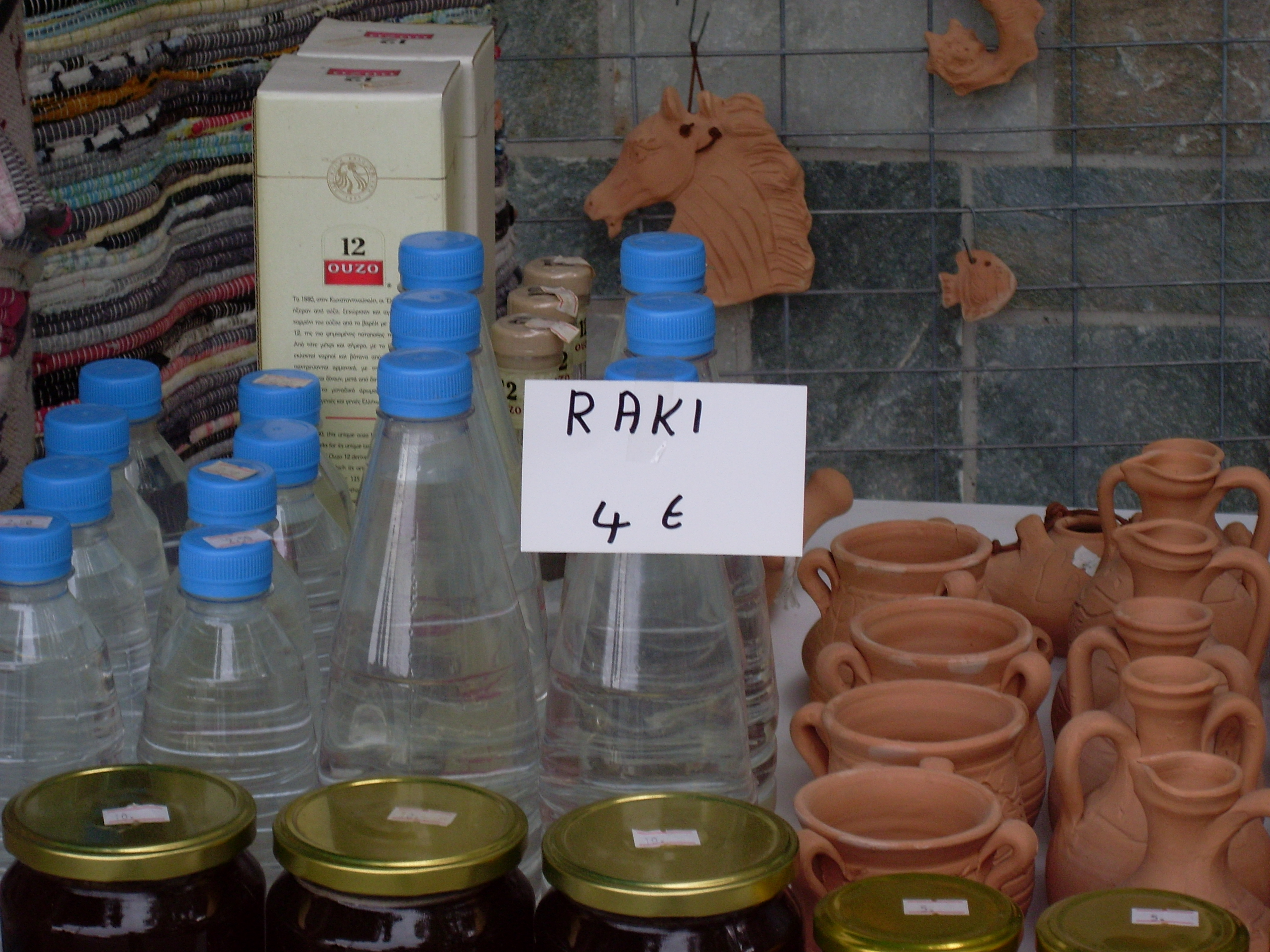
Raki en botellas de PET.

Tsikoudia (en griego: τσικουδιά) o raki (ρακή) es un bebida alcohólica procedente de una uva de la isla griega de Creta. Es muy similar al tsipouro, y se destila a partir de la brisa, es decir, el subproducto de la uva cuando se elabora vino (aguardiente de orujo). La brisa se hace fermentar durante seis semanas en barricas y luego se destila. 
Es un producto similar a la grappa italiana o al orujo español y a la bagaceira portuguesa. Tiene un grado alcohólico del 34 % pero la versión casera puede llegar al 60-90 %.
Se suele servir de aperitivo. Su sabor anisado se puede aderezar con piel de limón, romero o miel.